# 里見皇冠
里見皇冠（日语：サトノクラウン）是日本純種競賽馬匹。生涯活躍於中長途賽事，生涯共獲獎金4億8603萬6000日圓及940萬5000港元，總戰績爲20戰7勝，當中勝場包括2016年香港瓶及2017年寶塚紀念兩場一級級賽事。2018年11月退役後成為社台Stallion Station的配種馬，優秀子嗣包括於2023年勝出東京優駿（日本打吡）的鍵琴高奏。

## 出賽前
2012年3月10日出身於北海道安平町北部牧場，成長途中被馬主里見治購入。
其後交由美浦訓練中心練馬師堀宣行訓練。

## 競賽生涯

### 2歲
2014年10月25日出戰東京競馬場2歲新馬戰，比賽途中採取居中戰術下成功於直路爆發出末腳，最終以1 1/2馬位優勢取得首勝。
其後出戰東京體育盃兩歲錦標，縱然於開閘前曾於閘內一度站立，但於比賽開始後仍然可以保持優秀的水準，最終於直路跑出全場最快末腳之下超越前方所有對手，以頸位壓贏第二的Avenir Marcher取得首個分級賽冠軍。
然而由於其在閘內站立的行爲被日本中央競馬會注意並發出出閘再審查的勒令，所幸其成功通過測試，得以繼續出戰賽事。

### 3歲
進入2015年，其以彌生賞作爲年度首戰，賽前僅次於光亮利驥取得第二人氣。比賽開始後，其並畀採用以往兩戰的居中戰術，而是搶佔位置於約莫第四的先頭位置追走。進入直路後，雖然其於比賽初段一直保持速度於前方，但仍然有餘力繼續加速，最終拉開對手之下成功抵擋後方Bright Emblem的追擊，拋離對手1 1/2馬位再下一城。
其後出戰皋月賞，雖然賽前獲得第一人氣，但於直路上未能及時加速衝出，最終落後其他賽駒之下僅以第六完賽。
5月31日出戰東京優駿，於比賽途中繼續採取後上戰術，並一直以緩慢的節奏保持自身於後方。進入直路後其不斷加速，縱然成功轟出後600米33.8秒的恐怖末腳，但仍然無法超越較早前衝出的皋月賞馬大鳴大放及同主馬里見奔騰，最終獲得季軍。
入秋後其並未出戰經典三冠尾關菊花賞，而是選擇出戰秋季天皇賞和一衆年長馬匹決戰，可惜於比賽途中不斷失速之下，其以尾二第十七大敗。

### 4歲
2016年其出戰京都紀念作爲首戰，比賽開始後其以積極的策略搶佔位置，於先頭部隊行進之下在第四彎道進一步加速取得領先。進入直路後，其即使面對軟地仍然可以發揮力量跑出全場最快末腳，最終不斷拋離對手之下以3馬位優勢戰勝真摰演說取得冠軍。

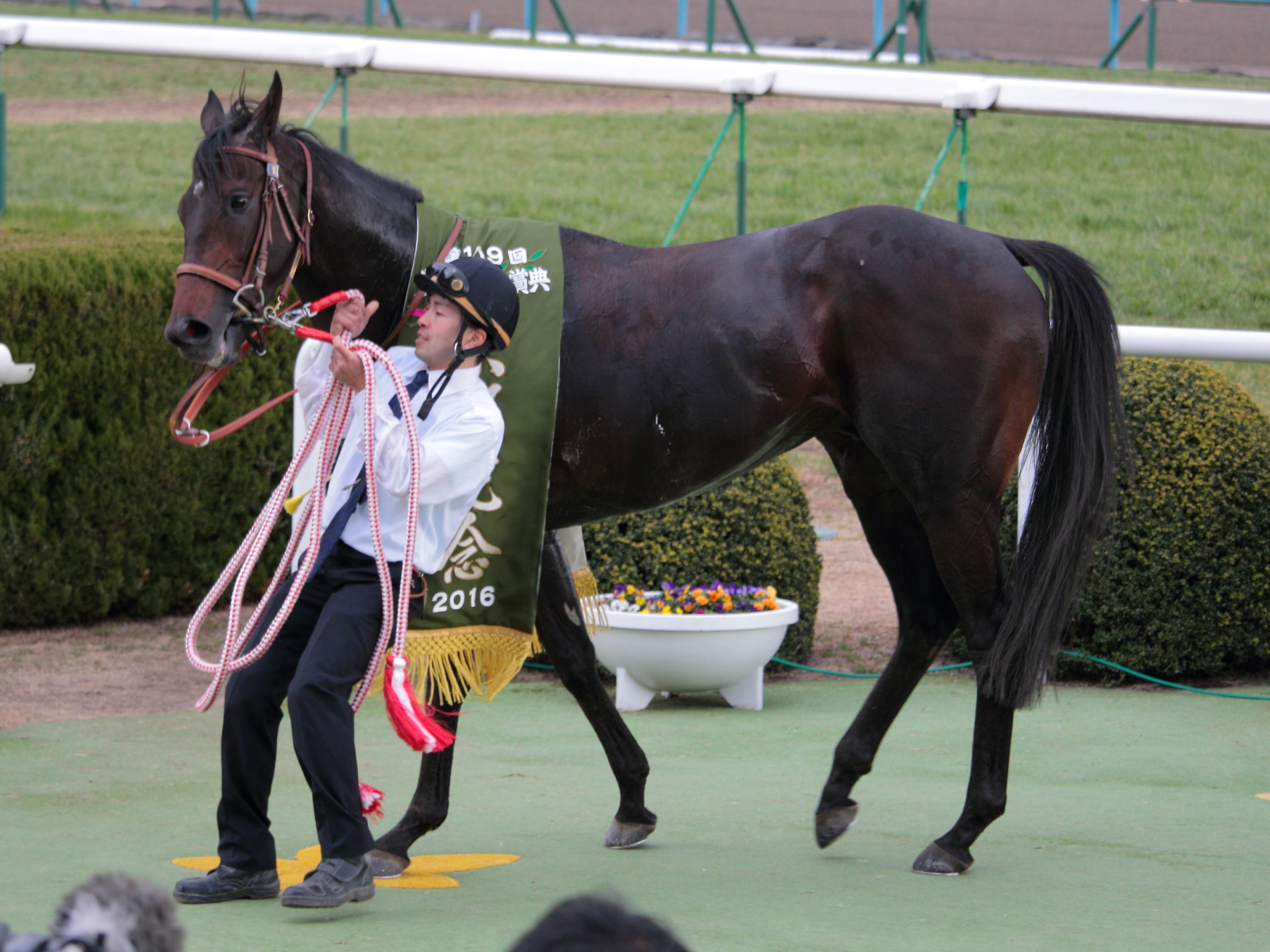
京都紀念頒獎儀式

其後陣營安排其遠征香港出戰女皇盃，然而突然失準之下未能發揮表現，最終以尾二第十二大敗。
回國後其以寶塚紀念爲目標，然而面對衆多強力馬之下無法戰勝對手，最終僅跑出第六的戰績。
夏季休養後於秋季出戰秋季天皇賞，但採取先行戰術下再度於直路上失速，不斷被後方賽駒超越下以第十四大敗。
完成秋季天皇賞後其再度遠征香港，本次目標爲途程2400米的香港瓶。比賽開始後，其跟隨領領放馬高地之舞於第二的位置追走，並於比賽途中一直保持此節奏。進入直路後，其衝刺力度不減之下隨即和高地之舞展開一番激烈的纏鬥，最終其成功爆發力量之下於終點線前率先透出，以1/2馬位優勢壓贏對手之下取得首個一級賽冠軍。

### 5歲
2017年其如同上年一般以京都紀念作爲首戰，於賽前僅次於上年度打吡馬豐收節及本年度日經新春盃冠軍覓奇火箭取得第三人氣。比賽開始後，其處於先頭位置展開追走，於最後直路發力加速之下輕鬆超越領放的山勝雷神及Garibaldi取得領先，及後成功阻止後方醒目層次的攻勢下拉開對手1 1/4馬位達成連霸。
4月2日出戰本年度升格爲一級賽的大阪盃，比賽初段其選擇中團戰術，保持於約莫第五的位置。然而進入直路後，其仍然未能做出顯著的發力，最終無法突破之下僅以第六完賽。
6月25日出戰寶塚紀念，賽前落後於北部玄駒及意式甜釀取得第三人氣。比賽開始後，前方由高尚駿逸帶出，意式甜釀及北部玄駒於先頭位置推進，以里見皇冠則於中團位置追走。進入直路後，其於先頭集團紛紛失速之下乘勢由外檔位置衝出，最終轟出後600米35.4秒快速末腳之下成功取得領先之餘，其壓制了後上的黃金伶人的追擊，最終以3/4馬位優勢率先衝線取得首個國內一級賽冠軍。

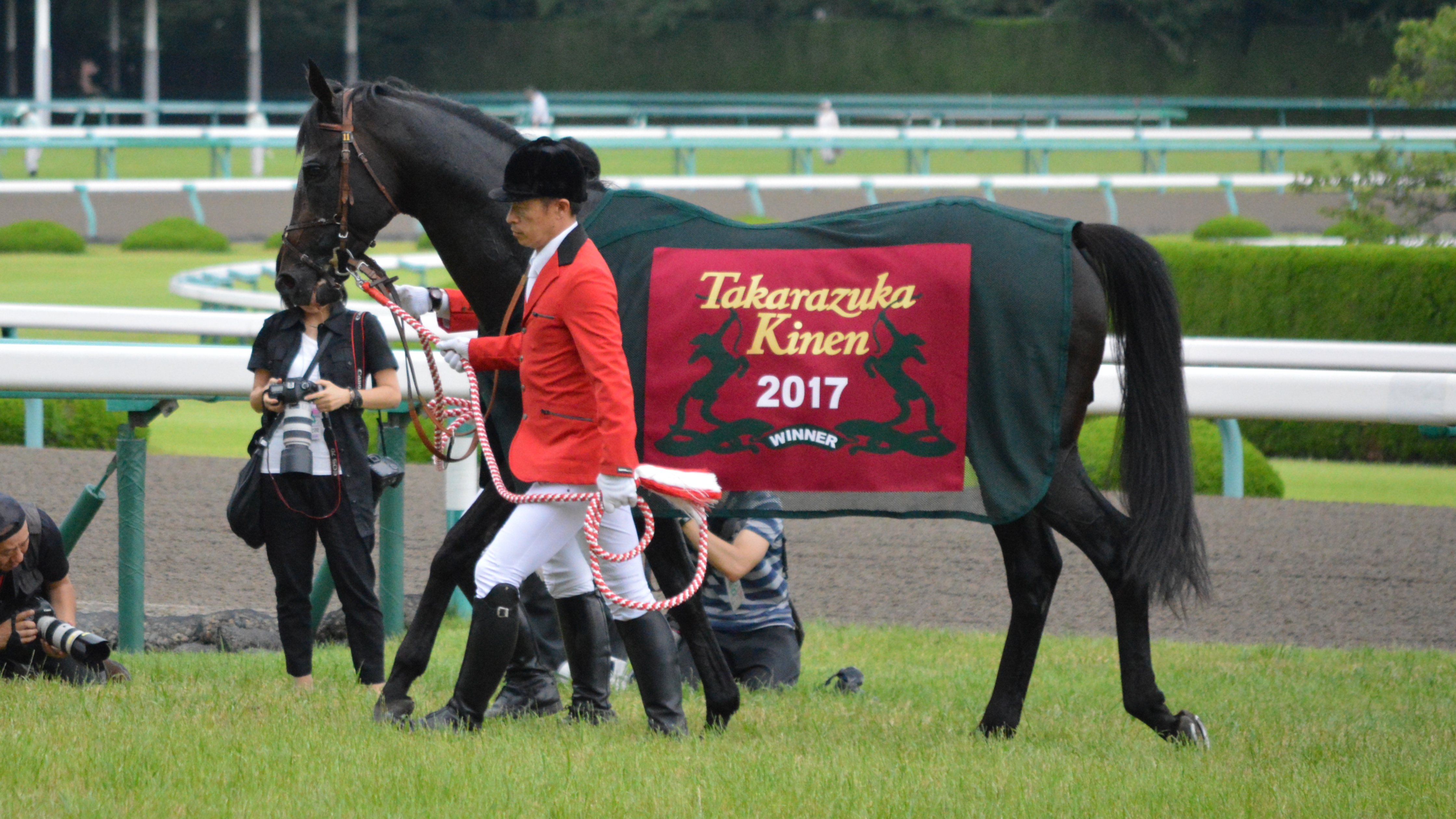
寶塚紀念頒獎儀式

進入秋季後其繼續於中場距離戰線征戰，10月29日率先出戰秋季古馬三冠頭關秋季天皇賞。比賽開始後，其於中團約莫第七的位置展開推進，並於比賽途中展開長距離加速不斷爬升，於最後彎道經已進佔第二的位置。進入直路後，其隨即和同樣由後方不斷加速至此的北部玄駒展開纏鬥，然而於對手終盤速度更快下被壓制，最終以頸位差距憾負得第二。
其後出戰日本盃及有馬紀念，然而狀態下滑之下未能發揮本來的水準，分別以第十及第十三落敗。

### 6歲
2018年陣營安排其遠征阿聯酋出戰杜拜司馬經典賽作爲首戰，但於其中僅獲得第七。
回國後其僅出戰寶塚紀念及日本盃兩場賽事，但均未能掄元之下分別以第十二及第九完賽。
完成日本盃後，陣營決定安排其退役，並於11月30日取消日本中央競馬會的賽駒註冊。

### 詳細賽績
| 日期       | 舉辦國家/地區 | 馬場 | 距離   | 級別 | 賽事名稱           | 負重 | 騎師     | 馬號 | 出馬 | 名次 | 時間     | 頭馬（二馬）       |
| ---------- | ------------- | ---- | ------ | ---- | ------------------ | ---- | -------- | ---- | ---- | ---- | -------- | ------------------ |
| 25/10/2014 | 日本          | 東京 | 草1800 |      | 2歲新馬            | 55   | 福永祐一 | 10   | 16   | 1    | 1:50.0   | （Ontology）       |
| 24/11/2014 | 日本          | 東京 | 草1800 | GIII | 東京體育盃兩歲錦標 | 55   | 莫雅     | 1    | 13   | 1    | 1:47.9   | （Avenir Marcher） |
| 8/3/2015   | 日本          | 中山 | 草2000 | GII  | 彌生賞             | 56   | 福永祐一 | 4    | 11   | 1    | 2:01.8   | （Bright Emblem）  |
| 18/4/2015  | 日本          | 中山 | 草2000 | GI   | 皋月賞             | 57   | 李慕華   | 8    | 15   | 6    | 1:58.9   | 大鳴大放           |
| 31/5/2015  | 日本          | 東京 | 草2400 | GI   | 東京優駿           | 57   | 李慕華   | 11   | 18   | 3    | 2:23.5   | 大鳴大放           |
| 1/11/2015  | 日本          | 東京 | 草2000 | GI   | 秋季天皇賞         | 56   | 李慕華   | 3    | 18   | 17   | 1:59.9   | 朗日清天           |
| 14/2/2016  | 日本          | 京都 | 草2200 | GII  | 京都紀念           | 56   | 杜滿萊   | 7    | 15   | 1    | 2:17.7   | （真摯演說）       |
| 24/2/2016  | 香港          | 沙田 | 草2000 | GI   | 女皇盃             | 57   | 潘頓     | 7    | 13   | 12   | 2:04.39  | 明月千里           |
| 26/6/2016  | 日本          | 阪神 | 草2200 | GI   | 寶塚紀念           | 58   | 岩田康誠 | 15   | 17   | 6    | 2:13.5   | 勝之石             |
| 30/10/2016 | 日本          | 東京 | 草2000 | GI   | 秋季天皇賞         | 58   | 福永祐一 | 4    | 15   | 14   | 2:00.8   | 滿樂時             |
| 11/12/2016 | 香港          | 沙田 | 草2400 | GI   | 香港瓶             | 57   | 莫雷拉   | 4    | 14   | 1    | 2:26.22  | （高地之舞）       |
| 12/2/2016  | 日本          | 京都 | 草2200 | GII  | 京都紀念           | 58   | 杜滿萊   | 6    | 10   | 1    | 2:14.1   | （醒目層次）       |
| 2/4/2017   | 日本          | 阪神 | 草2000 | GI   | 大阪盃             | 57   | 杜滿萊   | 7    | 14   | 6    | 1:59.3   | 北部玄駒           |
| 25/6/2017  | 日本          | 阪神 | 草2200 | GI   | 寶塚紀念           | 58   | 杜滿萊   | 11   | 11   | 1    | 2:11.4   | （黃金伶人）       |
| 29/10/2017 | 日本          | 東京 | 草2000 | GI   | 秋季天皇賞         | 58   | 杜滿萊   | 2    | 18   | 2    | 2:08.3   | 北部玄駒           |
| 26/11/2017 | 日本          | 東京 | 草2400 | GI   | 日本盃             | 57   | 杜滿萊   | 12   | 17   | 10   | 2:25.2   | 高尚駿逸           |
| 24/12/2017 | 日本          | 中山 | 草2500 | GI   | 有馬紀念           | 57   | 莫雅     | 12   | 16   | 13   | 2:34.6   | 北部玄駒           |
| 31/3/2018  | 阿聯酋        | 美丹 | 草2410 | GI   | 杜拜司馬經典賽     | 57   | 莫雷拉   | 8    | 10   | 7    | 紀錄缺失 | 鷹爪刀             |
| 24/6/2018  | 日本          | 阪神 | 草2200 | GI   | 寶塚紀念           | 58   | 石橋脩   | 9    | 16   | 12   | 2:12.8   | 覓奇火箭           |
| 25/11/2018 | 日本          | 東京 | 草2400 | GI   | 日本盃             | 57   | 布宜學   | 4    | 14   | 9    | 2:22.6   | 杏目               |

## 退役後
退役後，里見皇冠成爲了配種馬，於北海道安平町社台Stallion Station休養，在2019年進行配種，首批子嗣於2020年出生。首批子嗣可於2022年出賽，6月5日經已由中央的子嗣在新馬戰中取勝。2023年3月5日，鍵琴高奏在彌生賞大震撼紀念取勝，成爲首匹勝出分級賽的子嗣，亦達成父子制霸。2023年5月28日，鍵琴高奏於東京優駿取勝，成爲首匹勝出一級賽的里見皇冠子嗣。

### 主要子嗣

#### 一級賽優勝子嗣
粗體字為一級賽
2020年生
- 鍵琴高奏（彌生賞大震撼紀念、東京優駿、 女皇盃）

## 血統簡介
父系馬足爲愛爾蘭生產的英國賽駒，生涯戰績優秀，曾勝出一級賽聖詹姆士皇宮錦標，退役後亦有良好的配種成績，如有香港馬王原居民及2019年前一直保持香港獎金紀錄的爆冷等優秀後代。祖父最後大官爲愛爾蘭生產的法國賽駒，生涯戰績優秀，曾勝出一級賽育馬者盃一哩大賽及皇席錦標。
母系Jioconda爲愛爾蘭賽駒，生涯雖僅勝出兩場頭馬，但曾於表列賽獲勝。外祖父Rossini爲美國出生的愛爾蘭賽駒，生涯戰績不俗，曾勝出二級賽畢羅拔大賽。

### 血統表
| 父線：北地舞人系（Nearctic系）                                         |                              |                    |                    |
| 種馬 馬足 1988年（深棗色）                                             | 最後大官 1983年（深棗色）    | Try My Best        | 北地舞人           |
| 種馬 馬足 1988年（深棗色）                                             | 最後大官 1983年（深棗色）    | Try My Best        | Sex Appeal         |
| 種馬 馬足 1988年（深棗色）                                             | 最後大官 1983年（深棗色）    | Mill Princess      | 水車礁石           |
| 種馬 馬足 1988年（深棗色）                                             | 最後大官 1983年（深棗色）    | Mill Princess      | Irish Lass         |
| 種馬 馬足 1988年（深棗色）                                             | Flame of Tara 1980年（棗色） | Artaius            | Round Table        |
| 種馬 馬足 1988年（深棗色）                                             | Flame of Tara 1980年（棗色） | Artaius            | Stylish Pattern    |
| 種馬 馬足 1988年（深棗色）                                             | Flame of Tara 1980年（棗色） | Welsh Flame        | Welsh Pageant      |
| 種馬 馬足 1988年（深棗色）                                             | Flame of Tara 1980年（棗色） | Welsh Flame        | Electric Flash     |
| 繁殖雌馬 Jioconda 2003年（棗色）                                       | Rossini 1997年（棗色）       | Miswaki            | 淘金者             |
| 繁殖雌馬 Jioconda 2003年（棗色）                                       | Rossini 1997年（棗色）       | Miswaki            | Hopespringseternal |
| 繁殖雌馬 Jioconda 2003年（棗色）                                       | Rossini 1997年（棗色）       | Touch of Greatness | Hero's Honor       |
| 繁殖雌馬 Jioconda 2003年（棗色）                                       | Rossini 1997年（棗色）       | Touch of Greatness | Ivory Wand         |
| 繁殖雌馬 Jioconda 2003年（棗色）                                       | La Joconde 1999年（棗色）    | Vettori            | Machiavellian      |
| 繁殖雌馬 Jioconda 2003年（棗色）                                       | La Joconde 1999年（棗色）    | Vettori            | Air Distingue      |
| 繁殖雌馬 Jioconda 2003年（棗色）                                       | La Joconde 1999年（棗色）    | Lust               | Pursuit of Love    |
| 繁殖雌馬 Jioconda 2003年（棗色）                                       | La Joconde 1999年（棗色）    | Lust               | Pato               |
| 雌系：號族：20-c                                                       |                              |                    |                    |
| 五代內近親交配：北地舞人 4×5、淘金者 4×5、Buckpasser 5×5、Sir Ivor 5×5 |                              |                    |                    |

## 命名由來
名字中，Satono（サトノ）是馬主里見治冠名，出自其姓氏中的「里」（サト）結合日語連接詞「的」（ノ）組成，Crown（クラウン）即是「皇冠」，聯想自其額頭上的流星形狀。

## 外部連結
- 里見皇冠 netkeiba.com
- 里見皇冠 sportsnavi.com
- 里見王冠 jbis.or.jp
- 血統表